# مايكل جونستون (ممثل)
مايكل جونستون (من مواليد 22 فبراير 1996)، ممثل أمريكي. اشتهر بدوره كوري براينت في مسلسل ذئب مراهق ودوره البطولي في فيلم سلاش، وهو أيضًا ممثل صوتي للرسوم المتحركة وألعاب الفيديو.

## روابط خارجية
- مايكل جونستون على موقع IMDb (الإنجليزية)
- مايكل جونستون على موقع قاعدة بيانات الفيلم (الإنجليزية)